# Euseius alatus
Euseius alatus är en spindeldjursart som beskrevs av De Leon 1966. Euseius alatus ingår i släktet Euseius och familjen Phytoseiidae. Inga underarter finns listade i Catalogue of Life.